# Anthony Joshua
Anthony Oluwafemi Olaseni Joshua (Watford, 15 de outubro de 1989), conhecido por Anthony Joshua ou apenas 'AJ', é um boxeador profissional britânico. Atualmente, é  Campeão Mundial dos Pesos-Pesados da IBF (desde 2019), o Supercampeão da WBA (desde 2019) e o Campeão da WBO (ambos desde abril de 2019), e campeão da WBO (desde 2019). Previamente, foi Campeão Britânico e da Commonwealth, entre 2015 e 2016. Como boxeador amador, representou a Grã-Bretanha nos Jogos Olímpicos de 2012, ganhando a medalha de ouro na divisão superpesado. Foi também representante da Inglaterra no Campeonato mundial amador de 2011 em Baku, conquistando a medalha de prata.
Foi o segundo boxeador britânico a conquistar uma medalha de ouro nas olímpiadas e também um cinturão de campeão mundial, depois de James DeGale, como também o primeiro na divisão dos pesados a obter essas duas conquistas em conjunto. Feito que apenas o americano Joe Frazier tinha conseguido até então.

## Início
Joshua nasceu em Watford, de mãe Nigeriana e pai  britânico com ascendência nigeriana e irlandesa. Seu primo, Ben lleyemi é também  boxeador. Ambos fizeram sua estreia profissional em 2013.
Joshua viveu durante alguns anos de sua infância na Nigéria, retornou ao Reino Unido com sete anos de idade para estudar. Cresceu no Estado Meriden de Garston em Watford, onde praticou outros esportes como futebol americano e atletismo.

## Carreira amadora
Joshua iniciou no boxe em 2007, aos 18 anos, por sugestão de seu primo. Joshua ganhou a copa Haringey em 2009 e 2010, além do campeonato senior da ABA em 2010, em apenas 18 lutas, mais tarde rejeitaria £50 000 para se tornar profissional; declarou que não queria começar no esporte por dinheiro, queria continuar no boxe amador e ganhar medalhas. Continuou e ganhou torneios similares nos outros anos.
Em 2010 seus êxitos locais lhe dariam um lugar na equipe olímpica britânica, no mesmo ano também se consagrou campeão amador britânico no Campeonato Amador de Boxe regional após derrotar ao boxeador Amin Isa. Em junho de 2011 no Campeonato Amador Europeu de Boxe daquele ano, derrotou a Eric Berechlin e Cathal McMonagle, porém foi derrotado pelo canhoto Romano Mihai Nistor, após cair e receber várias contagens. Em outubro de 2011, foi nomeado Boxeador Amador do Ano pelo Club de Escritores de Boxe da grã Bretanha.
Joshua finalizou com um cartel amador de 40 vitórias e 3 derrotas..

### Campeonato Mundial de Boxe Amador de 2011
Durante o Campeonato Mundial de Boxe Amador de 2011 em Baku, Azerbaijão, Joshua marcou sua surpreendente ascensão no cenário mundial ao derrotar o atual campeão italiano e Olímpico Roberto Cammarelle, continuou sua série de vitórias ao bater o alemão Erik Pfeifer nas semifinais, depois acabou derrotado por pontos pelo boxeador local Magomedrasul Majidov, ficando com a medalha de prata. Ao conseguir chegar a final, Joshua asegurou um lugar nos Jogos Olímpicos de 2012 na divisão dos super-pesados.

### Carreira amadora
- 2009 Como super-pesado, resultados:
  - Perdeu contra Dillian Whyte (Reino Unido) UD-3
- 2010 ganhou o Campeonato Nacional da ABA 91 kg+ em Bethnal Green (Londres) como super-pesado, sendo seus resultados:
  - Derrotou a Chris Duff (Reino Unido) WO
  - Derrotou a Simon Hadden (Reino Unido) WO
  - Derrotou a Dominic Winrow (Ilha de Man) RSC-1
- 2010 ganhou o Torneio Internacional de Haringey, Londres como super-pesado, sendo seus resultados:
  - Derrotou a Otto Wallin (Suécia) PTS
- 2011 ganhou o Campeonato Nacional da ABA 91 kg+ em Colchester, sendo seus resultados:
  - Derrotou a Fayz Aboadi Abbas (Reino Unido) PTS (24-15)
- 2011 obteve o 7° lugar no Campeonato Europeo Amador de Boxe 91 kg+ em Ankara, sendo seus resultados:
  - Derrotou a Eric Brechlin (Alemanha) PTS (23-16)
  - Derrotou a Cathal McMonagle (Irlanda) PTS (22-10)
  - Perdeu contra Mihai Nistor (Romania) RSCH-3
- 2011 terminou em segundo lugar no 16° Campeonato Mundial de Boxe Amador de 2011 91 kg+ en Baku, sendo seus resultados:
  - Derrotou a Tariq Abdul-Haqq (Trinidad e Tobago) RSCI-3
  - Derrotou a Juan Isidro Hiracheta (México) RET-1
  - Derrotou a Mohamed Arjaoui (Marrocos) PTS (16-7)
  - Derrotou a Roberto Cammarelle (Italia) PTS (15-13)
  - Derrota a Erik Pfeiffer (Alemania) RSCI-1
  - Perdeu contra Magomedrasul Medzhidov (Azerbaijão) PTS (22-21)
- 2012 Ganhou a medalha de ouro nos Jogos Olímpicos de Londres, sendo seus resultados:
  - Derrotou a Erislandy Savón (Cuba) PTS (17-16)
  - Derrotou a Zhang Zhilei (China) PTS (15:11)
  - Derrotou a Ivan Dychko (Kazajistan) PTS (13-11)
  - Derrotou a Roberto Cammarelle (Italia) PTS (+18-18)

### Jogos Olímpicos de 2012
Joshua iria aos Jogos Olímpicos de 2012 como alguém relativamente desconhecido no cenário internacional, apesar de ter conquistado uma medalha de prata no campeonato mundial. Na primeira luta, teve um duro combate contra o cubano Erislandy Savón, ranqueado como número #4 pela AIBA, sobrinho do tricampeão olímpico Félix Savón. Após três duros rounds, Joshua venceu por uma estreita margem de 17:16. Esta decisão causou controversias, entre jornalistas que viram vitória de Savón. Em sua luta seguinte enfrentou o medalhista de prata dos Jogos Olímpicos de Beijing 2008, Zhang Zhilei, chegou a mandar o rival a lona durante o segundo round do combate, para finalmente obter a vitória por 15:11, qual lhe garantiria o pódio, chegando então a final, onde Joshua conheceu o campeão olímpico de 32 anos e duas vezes campeão mundial, Roberto Cammarelle. Após os dois primeiros rounds a pontuação foi 6:5 e 13:10 a favor de Cammarelle (a quem ja tinha o derrotado no ano anterior), Joshua se reinventou no terceiro round alcançando uma pontuação de 18:18, seria declarado o vencedor por ter feito melhor campanha no geral, vencendo da medalha de ouro nos Jogos Olímpicos de Londres 2012.
Foi premiado entrando para Ordem do Império Britânico (MBE) no ano novo de 2013 por suas conquistas como boxeador.

## Carreira profissional

### Inícios
Em julho de 2013 foi confirmado que Joshua se tornaria profissional trabalhando com o promotor inglês e dono da Matchroom Sport Eddie Hearn. Joshua faria sua estréia profissional em 5 de outubro de 2013 na O₂ Arena em Londres, que teve como evento principal a defesa de título do também britânico Scott Quigg contra Yoandris Salinas, pelo título mundial dos super-galos da WBA. Joshua venceu o italiano Emanuelue Leo por nocaute técnico no primeiro round.
A segunda luta profissional de Joshua foi contra o inglês Paul Butlin na Motorpoint Arena Sheffield, em 26 de outubro de 2013. O combate terminou no segundo round após intervenção do juiz, declarando a Joshua como ganhador por Nocaute técnico.
Sua terceira luta foi contra o croata Hrvoje Kisciek, em 14 de novembreo de 2013. Joshua obteve a vitória por TKO no segundo round.
Em fevereiro de 2014, Joshua ganhou por TKO no segundo round de Dorian Darch aumentando seu cartel para 4-0. No card preliminar de Ricky Burns e Terence Crawford, Joshua derrotou a Héctor Alfredo Avila com um KO no primeiro round, em Glasgow, Escócia. Em maio do mesmo ano, Joshua nocautearia a Matt Legg também no primeiro round no card preliminar de Carl Froch contra George Groves no Wembley Stadium. No seu sétimo combate, ocorrido em 12 de julho de 2014, na Echo Arena em Liverpool, Joshua derrotou a Matt Skelton no segundo round.
Em 13 de setembro de 2014, contra o alemão Konstantin Airich, Joshua levou seu cartel invicto com cem % de nocautes a 8-0, vencendo o rival no terceiro round do combate, realizado na Manchester Arena.
Joshua seria a atração principal do card da Matchroom Sport pela segunda vez em sua carreira, em um combate pelo título "internacional" do WBC peso-pesado que estava vago, contra o Cazaquistanês Denis Bakhtov, no dia 11 de outubro de 2014 na O₂ Arena em Londres. Joshua ganharia a luta por KO no segundo round, assim ganhando seu primeiro título profissional aos 24 anos de idade.
Seu combate seguinte foi contra Michael Sprott, obteve a vitória no primeiro round, acumulando um tempo total de luta de somente 36 minutos e 36 segundos, tendo este 10° combate uma duração de apenas 1 minutos e 26 segundos. Sua luta seguinte se seria contra o americano Kevin Johnson, em 31 de janeiro de 2015 na O₂ Arena em Londres, porém a luta foi cancelada devido a uma lesão nas costas que Joshua sofreu. Ao retornar da lesão, em 4 de abril de 2015, Joshua venceu a Jason Gavern por KO no terceiro round em Newcastle. Em 9 de maio do mesmo ano, em seu 12° combate como profissional, o inglês derrotaria o brasileiro Raphael Zumbano Love no segundo round em Birmingham.
Três semanas mais tarde, venceu a Kevin Johnson, que até o momento não havia sido derrotado por KO, o inglês obteve a vitória no começo do segundo round.

### Campeão peso-pesado britânico
Em 12 de setembro de 2015, Joshua ganhou o título vago da Commonwealth no peso-pesado, derrotando o até então invicto em 21 combates, Gary Cornish, no primeiro round na O2 Arena.

#### Joshua contra Whyte
Em 12 de dezembro de 2015, Joshua enfrentou Dillian Whyte no seu combate mais difícil até o momento, pelo título vago britânico e também defendendo seu título da Commonwealth. Ambos boxeadores ja haviam se enfrentado em 2009 em um combate amador, no qual Whyte saiu com vitória. Depois de um complicado segundo round, Joshua derrotou a seu rival com uma evidente superioridade de pegada, obtendo a vitória por KO no 7° round, sendo aquela luta a mais longa para ambos lutadores. Foi dito que Joshua havia ganhado £3 milhões pela luta, o qual era resultado de haver firmado um contrado de 5 anos com a Matchroom, com quem compartilhou os ganhos obtidos pelas vendas de PPV.

### Campeão peso-pesado da FIB (IBF)

#### Joshua contra Martin
Em fevereiro de 2016, foi anunciado que Joshua enfrentaria o campeão mundial dos pesados da IBF, o invicto Charles Martin, em 9 abril de 2016 na O2 Arena. Para Martin, este combate seria a primeira defesa de seu cinturão, qual havia obtido em janeiro ao derrotar o até então invicto Vyacheslav Glazkov pelo título vago. Joshua impôs o ritmo desde o primeiro round, bloqueando o canhoto Martin, o enviando a lona durante o segundo round con um direto de direita. Martin conseguiu se recuperar,porém seria enviado a lona segundos mais tarde, sem que pudesse se recompor dentro da contagem de proteção, o árbitro interrompeu o combate e deu a Joshua a vitória por KO, assim obtendo seu primeiro cinturão de campeão mundial dos peso-pesados.

#### Joshua contra Breazeale
O promotor Eddie Hearn anunciou a três possíveis rivais para que Joshua fizesse a primeira defesa de seu Título Mundial, os mais cotados pela IBF dentro de seu ranking dos 15 melhores da divisão eram: o ex-campeão mundial do Conselho, Bermane Stiverne (25-1-2, 21 KOs), Éric Molina (25-3, 19 KOs), os quais recentemente tinham sido derrotados pelo invicto campeão do WBC, o americano Deontay Wilder, esta lista também incluia o invicto Dominic Breazeale (17-0, 15 KOs). Em 25 de abril, foi anunciado que a primeira defesa de Joshua seria contra este último, e aconteceria em 25 de junho de 2016 na O2 Arena em Londres. Breazeale estava ranqueado como número 13, acima de seus compatriotas Derek Chisora e David Haye. Breazeale seria o segundo boxeador, junto com Dillian Whyte, que passaria do terceiro round com Joshua. Com uma evidente superioridade, Joshua fez a defesa do seu Título Mundial da IBF, com uma vitória por KO no 7° round, no qual Breazeale cairia com um potente golpe de esquerda. Após o combate, Eddie Hearn seu promotor disse que a luta seguinte de Joshua poderia ser contra o desafiante do mandatário, o invicto neozelandês Joseph Parker, em novembro. A luta contra Dominic, teve uma média de 289 000 espectadores na Showtime, o card preliminar teria 227 000 espectadores em média.
Una semana depois do anuncio da luta contra Breazeale, Joshua anunciou um contrato com o canal americano Showtime, para transmitir varias das suas lutas. Sendo, a luta contra Dominic a primeira de várias que seriam exclusivamente pelo canal.

#### Joshua contra Molina
Em agosto foi anunciado que Joshua faria a segunda defesa de seu cinturão da IBF na Manchester Arena, em 26 de novembro. Seria a primeira vez desde setembro de 2014, que Joshua lutaria nesta cidade. Sendo os possíveis desafiantes, os melhores classificados no ranking da IBF Kubrat Pulev e Joseph Parker. No entanto, o ex-campeão unificado Wladimir Klitschko, se tornaria o favorito para ser o desafiante de Joshua, após a revanche com Tyson Fury ser cancelada pela segunda vez.
Não se chegaria a um acordo para um combate Joshua vs. Klitschko, devido a um atraso na decisão da WBA, se sancionaria o combate e também devido a uma lesão de Klitschko. Klitschko declarou que possivelmente enfrentaria a Joshua no primeiro quadrimestre de 2017. Bryant Jennings e David Price foram nomeados como possiveis desafiantes de Joshua, no entanto,foi finalmente anunciado que a próxima defesa do título da IBF seria contra Éric Molina (25-3, 19 KOs), que estava vindo de uma vitória KO contra Tomasz Adamek, apesar de ser mal ranqueado, a luta entre o inglês e o americano seria transmitida nos EUA pela Showtime. Depois de dois rounds dominados por Joshua, este tratou de enviar a lona Molina no terceiro round, obtendo a vitória por KO. De acordo com Nielsen Ratings, a luta alcançou uma audiência pico de 390 000 na Showtime, com uma média de 368 000 espectadores.

### Títulos mundiais WBA (Super), IBF e IBO

#### Joshua contra Klitschko
Em 2 de novembro de 2016, a WBA finalmente entrou de acordo em realizar e sancionar a luta pelo Título Mundial vago de supercampeão da organização.
A WBA considerou que se Joshua conseguisse derrotar a Molina pela defesa do título da IBF, então o combate pelo título de supercampeão se realizaria  em 29 abril de 2017 no Wembley Stadium em Londres.
Com a vitória obtida em 10 de dezembro de 2016 de Joshua contra Molina, a luta contra Klitschko foi anunciada oficialmente. O presidente da WBA Gilberto Jesús Mendoza, anunciou que o ganhador do combate teria logo que enfrentar o desafiante mandatário Luis Ortiz, cuja luta seria encaminhada logo depois do combate entre Joshua e Klitschko. Um dia depois, a IBF anunciou que o ganhador deveria enfrentar o desafiante mandatário Kubrat Pulev. Devido a isso, acreditou-se que quem ganhasse o combate teria que deixar vago um dos títulos. Em janeiro de 2017, Eddie Hearn anunciou que haviam sido vendidas mais de 80 000 entradas, um novo record, superando a Carl Froch vs. George Groves II. Conforme requerido mais de 5.000 bilhetes adicionais estavam disponíveis para venda. Foi relatado que por essa luta, Joshua iria receber £ 15 milhões. Na pesagem, Klitschko marcou 240 lb e um quarto (108,975 kg), o menor peso desde 2009, Joshua marcou 250 lb (113,398 kg).
Frente a uma multidão de mais de 90 mil pessoas, Joshua ganharia o combate por TKO em uma dramática luta, onde ambos os boxeadores beijariam a lona, sendo para Joshua a primeira vez em sua carreira. Os primeiros quatro rounds foram parelhos, e de forma precavida para ambos boxeadores. No quinto round, Joshua iniciou de forma violenta enviando Klitschko a lona, porém, Klitschko conseguiu se recompor e dominar nos instantes finais do round, ja  que o inglês se via evidentemente exausto. No round seguinte, um potente direto de direita de Klitschko enviaria a lona Joshua pela primeira vez em sua carreira. Durante os rounds seguintes, até o décimo precisamente, ambos seriam mais cautelosos, até que no 11° round, Joshua lançaria um furioso ataque contra Klitschko, primeiro com um potente upper de direita, que desestabilizaria o ucraniano, para depois com uma esquerda enviá-lo a lona, e embora Klitschko tenha conseguido se recompor, seu mal estado e falta de defesa fariam com que fosse enviado de novo a lona. Após se levantar de novo, recebeu mais uma grande combinação de golpes do inglês isso aliado a falta de defesa do ucraniano, acabaria por fazer o árbitro parar a luta.
Até o momento da interrupção, Joshua estava na frente na pontuação dos dois primeiros juizes (96-93 e 95-93) enquanto que o terceiro, marcou (95-93) para Klitschko. Segundo as estatísticas CompuBox Joshua teria conectado 107 de 355 golpes desferidos (30%), enquanto que Klitschko teria conectado 94 de 256 (37%). Na entrevista posterior ao combate, Joshua desafiou o seu compatriota Tyson Fury dizendo: "Tyson Fury, onde está baby? Vamos fazer isso que é o que eles querem ver. Eu quero lutar com todos. Realmente faço isso agora mesmo." Na conferência de imprensa posterior a luta, Joshua disse que não teria problema algum em dar uma revanche a Klitschko, "Não me importaria em voltar a lutar com ele, se quiser a revanche, respeito Wladimir por desafiar a os jovens leões da divisão. Depende dele, a mim não me importa. Sempre que Rob pense que esta bem, estarei de acordo." Eddie Hearn disse que provavelmente a luta seguinte pelea de Joshua seria no final do ano, possivelmente no Principality Stadium em Cardiff.

## Cartel no Boxe
| No. | Fim     | Cartel | Oponente             | Tipo | Round         | Data        | Local                                              | Notas                                                                            |
| --- | ------- | ------ | -------------------- | ---- | ------------- | ----------- | -------------------------------------------------- | -------------------------------------------------------------------------------- |
| 32  | Derrota | 28-4   | Daniel Dubois        | KO   | 5 (12) 0:59   | 21 Set 2024 | Wembley Stadium, Londres, Arábia Saudita           | Pelo título dos pesos pesados da IBF                                             |
| 31  | Vitória | 28-3   | Francis Ngannou      | KO   | 2 (10) 2:38   | 8 Mar 2024  | Kingdom Arena, Riade, Arábia Saudita               |                                                                                  |
| 30  | Vitória | 27-3   | Otto Wallin          | RTD  | 5 (12) 3:00   | 23 Dez 2023 | Kingdom Arena, Riade, Arábia Saudita               |                                                                                  |
| 29  | Vitória | 26-3   | Robert Helenius      | KO   | 7 (12) 1:27   | 12 Ago 2023 | The O2 Arena, Londres, Inglaterra                  |                                                                                  |
| 28  | Vitória | 25-3   | Jermaine Franklin    | UD   | 12            | 1 Abri 2023 | The O2 Arena, Londres, Inglaterra                  |                                                                                  |
| 27  | Derrota | 24-3   | Oleksandr Usyk       | SD   | 12            | 20 Ago 2022 | King Abdullah Sports City, Jeddah, Arábia Saudita  | Para WBA (Super), IBF, WBO, IBO e os títulos vagos dos pesos pesados do The Ring |
| 26  | Derrota | 24-2   | Oleksandr Usyk       | DU   | 12            | 25 Set 2021 | Tottenham Hotspur Stadium, Londres, Inglaterra     | Perdeu os títulos dos pesados WBA (Super), IBF, WBO, e IBO                       |
| 25  | Vitória | 24-1   | Kubrat Pulev         | KO   | 9 (12) 2:58   | 12 Dez 2020 | Arena Wembley, Londres, Inglaterra                 | Manteve os títulos dos pesados WBA (Super), IBF, WBO, e IBO                      |
| 24  | Vitória | 23-1   | Andy Ruiz Jr.        | DU   | 12            | 7 Dez 2019  | Diriyah Arena, Diriyah, Arábia Saudita             | Ganhou o títulos dos pesados WBA (Super), IBF, WBO, e IBO                        |
| 23  | Derrota | 22-1   | Andy Ruiz Jr.        | TKO  | 7 (12), 1:33  | 1 Jun 2019  | Madison Square Garden, Nova Iorque, EUA            | Perdeu os títulos dos pesados WBA (Super), IBF, WBO, e IBO                       |
| 22  | Vitória | 22–0   | Alexander Povetkin   | TKO  | 7 (12), 1:59  | 22 Set 2018 | Wembley Stadium, Londres, Inglaterra               | Manteve os títulos dos pesados WBA (Super), IBF, WBO, e IBO                      |
| 21  | Vitória | 21–0   | Joseph Parker        | DU   | 12            | 31 Mar 2018 | Principality Stadium, Cardiff, País de Gales       | Manteve os títulos dos pesados WBA (Super), IBF, e IBO; Ganhou WBO               |
| 20  | Vitória | 20–0   | Carlos Takam         | TKO  | 10 (12), 1:34 | 28 Out 2017 | Principality Stadium, Cardiff, País de Gales       | Manteve os títulos dos pesados WBA (Super), IBF, e IBO                           |
| 19  | Vitória | 19–0   | Wladimir Klitschko   | TKO  | 11 (12), 2:25 | 29 Abr 2017 | Wembley Stadium, Londres, Inglaterra               | Manteve o título dos pesados IBF; Ganhou WBA (Super) e IBO                       |
| 18  | Vitória | 18–0   | Éric Molina          | TKO  | 3 (12), 2:02  | 10 Dez 2016 | Manchester Arena, Manchester, Inglaterra           | Manteve o título dos pesados IBF                                                 |
| 17  | Vitória | 17–0   | Dominic Breazeale    | TKO  | 7 (12), 1:01  | 25 Jun 2016 | The O2 Arena, Londres, Inglaterra                  | Manteve o título dos pesados IBF                                                 |
| 16  | Vitória | 16–0   | Charles Martin       | KO   | 2 (12), 1:32  | 9 Abr 2016  | The O2 Arena, Londres, Inglaterra                  | Ganhou o título dos pesados IBF                                                  |
| 15  | Vitória | 15–0   | Dillian Whyte        | KO   | 7 (12), 1:27  | 12 Dez 2015 | The O2 Arena, Londres, Inglaterra                  |                                                                                  |
| 14  | Vitória | 14–0   | Gary Cornish         | TKO  | 1 (12), 1:37  | 12 Set 2015 | The O2 Arena, Londres, Inglaterra                  |                                                                                  |
| 13  | Vitória | 13–0   | Kevin Johnson        | TKO  | 2 (10), 1:22  | 30 Mai 2015 | The O2 Arena, Londres, Inglaterra                  |                                                                                  |
| 12  | Vitória | 12–0   | Raphael Zumbano Love | TKO  | 2 (8), 1:21   | 9 Mai 2015  | Barclaycard Arena, Birmingham, Inglaterra          |                                                                                  |
| 11  | Vitória | 11–0   | Jason Gavern         | KO   | 3 (8), 1:21   | 4 Abr 2015  | Metro Radio Arena, Newcastle, Inglaterra           |                                                                                  |
| 10  | Vitória | 10–0   | Michael Sprott       | TKO  | 1 (10), 1:26  | 22 Nov 2014 | Echo Arena, Liverpool, Inglaterra                  |                                                                                  |
| 9   | Vitória | 9–0    | Denis Bakhtov        | TKO  | 2 (10), 1:00  | 11 Out 2014 | The O2 Arena, Londres, Inglaterra                  |                                                                                  |
| 8   | Vitória | 8–0    | Konstantin Airich    | TKO  | 3 (8), 1:16   | 13 Set 2014 | Phones 4u Arena, Manchester, Inglaterra            |                                                                                  |
| 7   | Vitória | 7–0    | Matt Skelton         | TKO  | 2 (6), 2:33   | 12 Jul 2014 | Echo Arena, Liverpool, Inglaterra                  |                                                                                  |
| 6   | Vitória | 6–0    | Matt Legg            | KO   | 1 (6), 1:23   | 31 Mai 2014 | Wembley Stadium, Londres, Inglaterra               |                                                                                  |
| 5   | Vitória | 5–0    | Hector Avila         | KO   | 1 (6), 2:14   | 1 Mar 2014  | Exhibition and Conference Centre, Glasgow, Escócia |                                                                                  |
| 4   | Vitória | 4–0    | Dorian Darch         | TKO  | 2 (6), 0:51   | 1 Fev 2014  | Motorpoint Arena, Cardiff, País de Gales           |                                                                                  |
| 3   | Vitória | 3–0    | Hrvoje Kisicek       | TKO  | 2 (6), 1:38   | 14 Nov 2013 | York Hall, Londres, Inglaterra                     |                                                                                  |
| 2   | Vitória | 2–0    | Paul Butlin          | TKO  | 2 (6), 0:50   | 26 Out 2013 | Motorpoint Arena, Sheffield, Inglaterra            |                                                                                  |
| 1   | Vitória | 1–0    | Emanuele Leo         | TKO  | 1 (6), 2:47   | 5 Out 2013  | The O2 Arena, Londres, Inglaterra                  |                                                                                  |